# Marilen Andrist

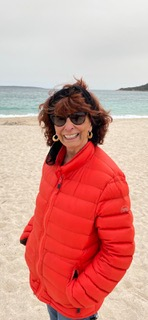
Marilen Andrist

Marilen Andrist (* 14. November 1938 in Zürich) ist eine deutsch-schweizerische Kulturjournalistin, Publizistin und Autorin. Sie hat vor allem das Theaterleben Hamburgs seit den 1980er Jahren intensiv begleitet und in regelmäßigen Kolumnen, Kritiken, Reportagen und Buchprojekten dokumentiert.

## Leben
Nach einem Studium der Sprach- und Literaturwissenschaften in Düsseldorf und Hamburg arbeitete Marilen Andrist mehrere Jahre in einer Hamburger Kommunikationsagentur (GDS), u. a. für diverse Theater und den Deutschen Bühnenverein.  Ab 1984 war sie freie Kulturjournalistin für verschiedene Medien in Hamburg, Berlin und der Schweiz mit den Schwerpunkten Theater, Tanz, Kulturpolitik.
Überregional bekannt wurde Andrist durch ihre Porträts und Interviews mit Künstlern für deutsche und internationale Magazine, u. a. Elfriede Jelinek, Jeanne Moreau, Jil Sander, Heiner Müller, Rolf Liebermann, Robert Lepage, Frank Castorf, Bernhard Minetti – veröffentlicht im manager magazin, Die Woche,  Annabelle, facts, Schweizer Illustrierte, Musik und Theater, Theater der Zeit.
Verantwortlich zeichnete sie u. a. für Konzept und Redaktion der Hamburger Theaterzeitung (1984–1986) sowie für die Kolumne „Im Gespräch“ (1986–2000) in der monatlichen Theater-Beilage „Theater privat“ des Deutschen Bühnenvereins im Hamburger Abendblatt.
Nebst ihrer Arbeit als Freie Journalistin engagierte sie sich auch im Bereich Presse- und Öffentlichkeitsarbeit und übernahm die Organisation des Freundeskreises Ida Ehre Hamburger Kammerspiele (1985) und den Aufbau der Hamburger Kammeroper/Allee Theater (1996). Sie lebt in Berlin und am Lago Maggiore.

## Theaterbücher, Projekte
- „Das St. Pauli Theater – 150 Jahre Volkstheater am Spielbudenplatz“, Hrsg. Kulturbehörde Hamburg, Verlag Galgenberg 1991
- „Versuch und Versuchung - Das Theater für Kinder Hamburg“, Hrsg. Theater für Kinder 1996, Eigenverlag
- „Wir treten auf! Das Ernst Deutsch Theater Hamburg“, Verlag Dölling & Galitz 2001
- Dokumentation „Theatertreffen deutschsprachiger Schauspielstudierender und Bundeswettbewerb zur Förderung des Schauspielnachwuchses“, Hrsg. Europäische Theaterakademie „Konrad Ekhof“ Hamburg, Jahrgänge 1990–2014.

## Publikationen
- Das St. Pauli Theater – 150 Jahre Volkstheater am Spielbudenplatz, Galgenberg Hamburg. ISBN 3-925387-98-6
- Wir treten auf! Das Ernst Deutsch Theater Hamburg: Dölling & Galitz Hamburg. ISBN 3-935549-07-5
- Versuch und Versuchung – Das Theater für Kinder Hamburg. Hrsg.: Theater für Kinder 1996, Eigenverlag
- Dokumentation Theatertreffen deutschsprachiger Schauspielstudierender und Bundeswettbewerb zur Förderung des Schauspielnachwuchses. Hrsg.: Europäische Theaterakademie „Konrad Ekhof“ GmbH Hamburg (1990–2014)
- Nelles Guide Mexico: Nelles Verlag München. ISBN 3-88618-324-6

| Personendaten    | Personendaten                                                      |
| ---------------- | ------------------------------------------------------------------ |
| NAME             | Andrist, Marilen                                                   |
| KURZBESCHREIBUNG | deutsch-schweizerische Kulturjournalistin, Publizistin und Autorin |
| GEBURTSDATUM     | 14. November 1938                                                  |
| GEBURTSORT       | Zürich                                                             |